# Ciudad Blanca de Tel Aviv
La Ciudad Blanca (en hebreo העיר הלבנה, Ha-Ir HaLevaná) se refiere a un conjunto de más de 4000 edificios de la Bauhaus o en estilo internacional construidos en Tel Aviv desde los años treinta por arquitectos judíos alemanes que emigraron al Mandato británico de Palestina después de la toma del poder por los nazis. Tel Aviv tiene el mayor número de edificios en este estilo entre todas las ciudades del mundo. En 2003, la Unesco proclamó a la Ciudad Blanca de Tel Aviv como Patrimonio de la Humanidad, como «un ejemplo sobresaliente del planeamiento de una nueva ciudad y su arquitectura a principios del siglo XX». La cita reconoce la adaptación única de las tendencias arquitectónicas internacionales modernas a las tradiciones locales, climáticas y culturales de la ciudad.

## Trasfondo histórico

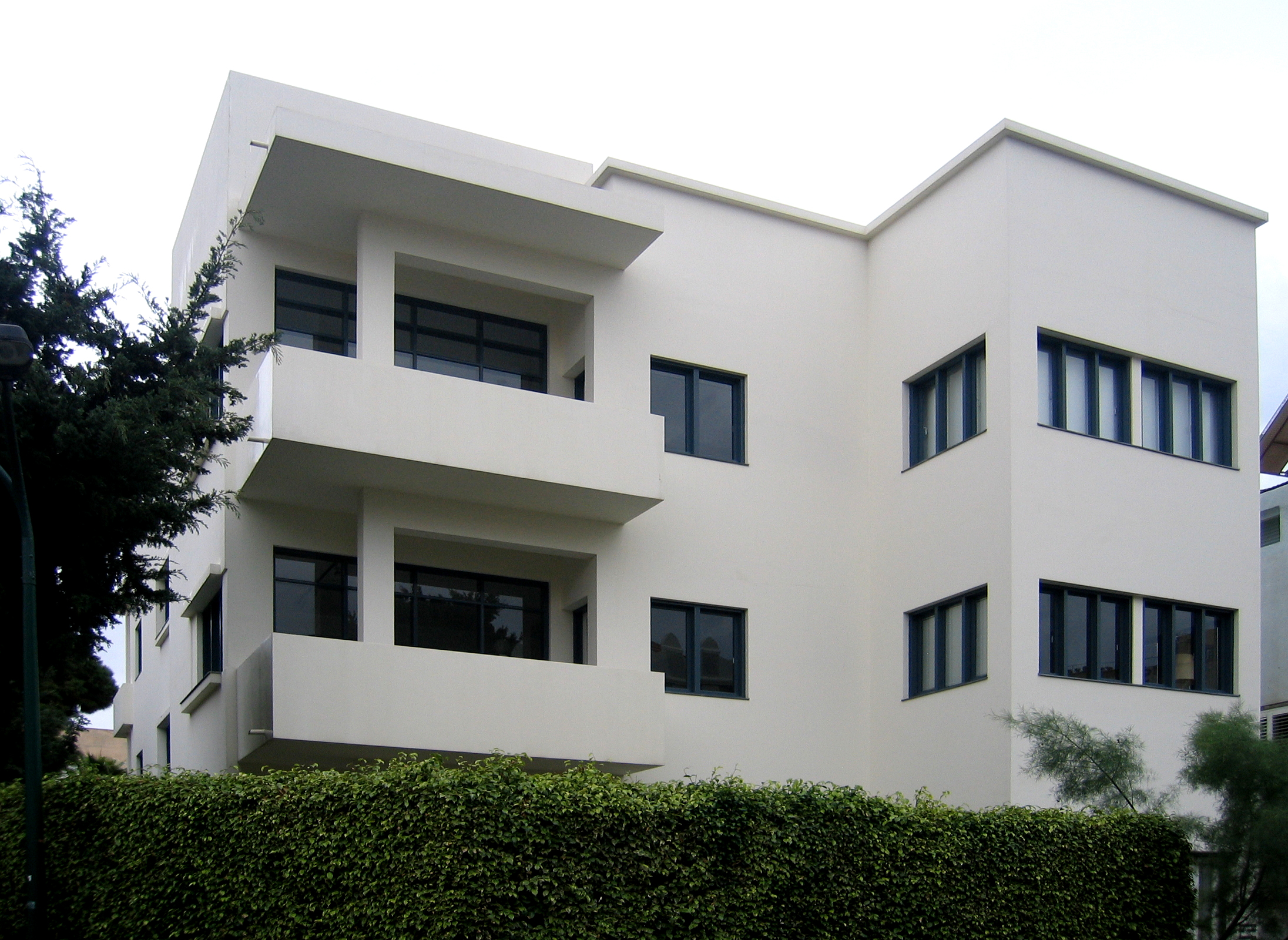
Museo de la Bauhaus en Tel Aviv

El concepto de una nueva ciudad jardín, que se llamaría Tel Aviv, fue desarrollado sobre las dunas de arena de las afueras de Jaffa en 1909. El urbanista británico Patrick Geddes, que precisamente había trabajado en el planeamiento de Nueva Delhi, recibió el encargo del primer alcalde de Tel Aviv, Meir Dizengoff, para que diseñara un plan maestro para la nueva ciudad, Geddes trabajó desde 1925 hasta 1927 sobre el plan, que fue plenamente aceptado por el Ayuntamiento. La opinión de las autoridades del Mandato británico parece que fue favorable.
Patrick Geddes diseñó las calles y decidió el tamaño de los bloques y su utilización. Pero no prescribió un estilo arquitectónico concreto para los edificios de la nueva ciudad. Pero para el año 1933, muchos arquitectos judíos, como Arieh Sharon, de la escuela alemana  de la Bauhaus, que fue cerrada por los nazis, huyeron a Palestina. Los edificios públicos y residenciales fueron diseñados por estos arquitectos formados en la Bauhaus, quienes aprovecharon la ausencia de convenciones arquitectónicas previas para poner en práctica los principios de la Bauhaus. El estilo Bauhaus, con su énfasis en la funcionalidad y los materiales arquitectónicos asequibles, se percibió como un ideal en Tel Aviv.

## Adaptación al clima local

Plano de la Ciudad blanca.

Sin embargo, la arquitectura tuvo que adaptarse a las características del clima desértico y mediterráneo. El blanco y los colores claros reflejan el calor. Los muros no sólo proporcionan privacidad sino que además protegen del sol. Amplias zonas de cristal que permiten entrar la luz, un elemento clave del estilo Bauhaus en Europa, fueron reemplazadas con pequeñas ventanas retranqueadas que limitan el calor y el resplandor. Largos balcones estrechos, cada uno sombreado por el balcón que queda encima, permite a los residentes captar la brisa que sopla desde el mar al oeste. Los tejados inclinados fueron reemplazados por tejados planos, proporcionando una zona común donde los residentes podían socializar en el frescor de la tarde.
Más tarde, los edificios se alzaron sobre pilares, que permitieron al viento soplar por debajo de los apartamentos, así como proporcionar un área de juegos para los niños.
El estilo de la arquitectura y métodos de construcción usados en los cientos de nuevos edificios pasaron a definir el carácter de la ciudad moderna. La mayoría de los edificios eran de hormigón, y en el verano eran insoportablemente cálidos a pesar de sus rasgos de diseño innovador. Los residentes de Tel Aviv salían a la calle en las tardes, frecuentando los numerosos parquecillos entre los edificios y el creciente número de cafeterías, donde podían disfrutar del aire de la tarde. Esta tradición continúa en la sociedad de café de esta ciudad hoy en día.
Los bloques de apartamentos proporcionaron una variedad de servicios como cuidado de niños, servicios postales, almacén y lavandería dentro de los propios edificios. Además, teniendo una conexión con la tierra se veía como algo extremadamente importante, así que se animaba a los residentes a cultivar sus propias hortalizas en una parcela de terreno reservada cerca o detrás del edificio. Esto creó una sensación de comunidad a los residentes, quienes eran en su mayoría personas desplazadas de diferentes culturas y orígenes.

## Planes de conservación
Muchos edificios de esta época, algunos clásicos arquitectónicos, han sido descuidados hasta quedar en ruinas, y antes de aprobarse la legislación, algunos se demolieron. Sin embargo, de los 4.000 edificios originales, algunos se han reformado y al menos 1.500 más está previsto que se conserven y restauren.

## Documentación y exhibiciones
La más completa investigación sobre la Ciudad Blanca ha sido llevada a cabo por la arquitecta Nitza Metzger Szmuk. Este trabajo fue posteriormente transformado en un libro y en una exhibición llamados "Dwelling on the Dunes". La exhibición fue originalmente expuesta en el Museo de Arte de Tel Aviv en 2004 y recorrió Canadá, Suiza, Bélgica y Alemania.

## Galería

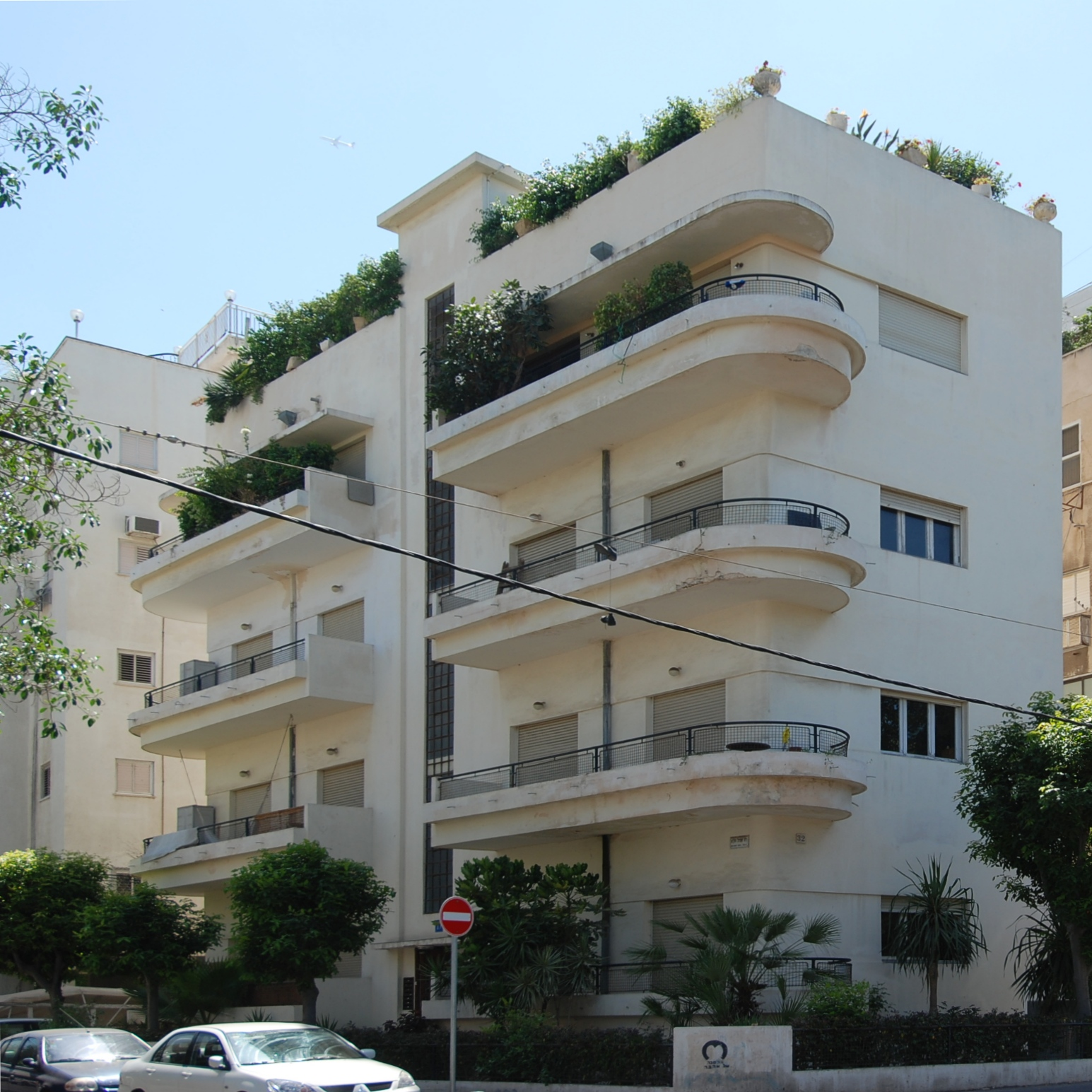
Casa Rieger. Arquitecto: Zeev Rechter, 1934
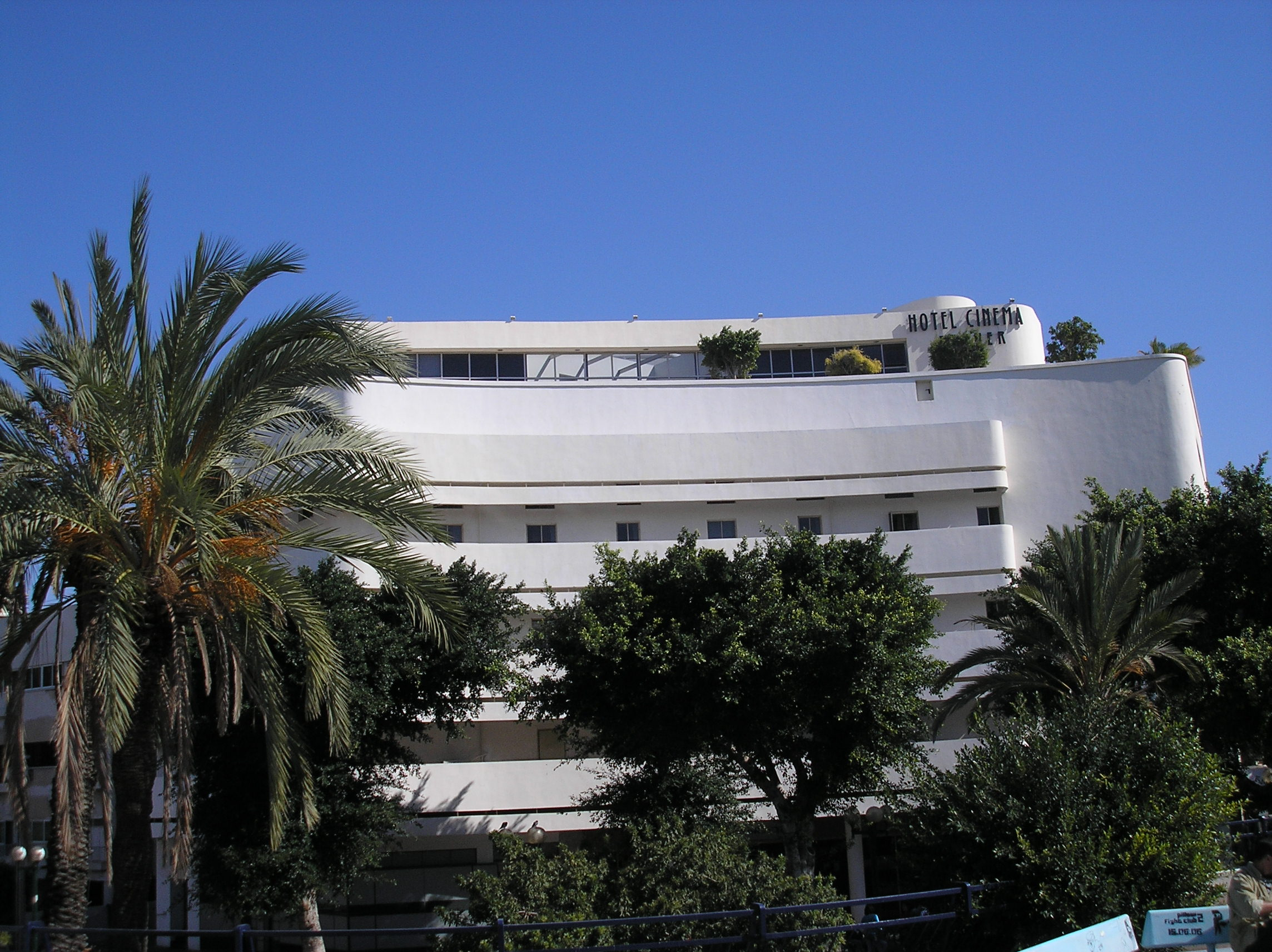
Teatro Esther, hoy el Hotel Cinema
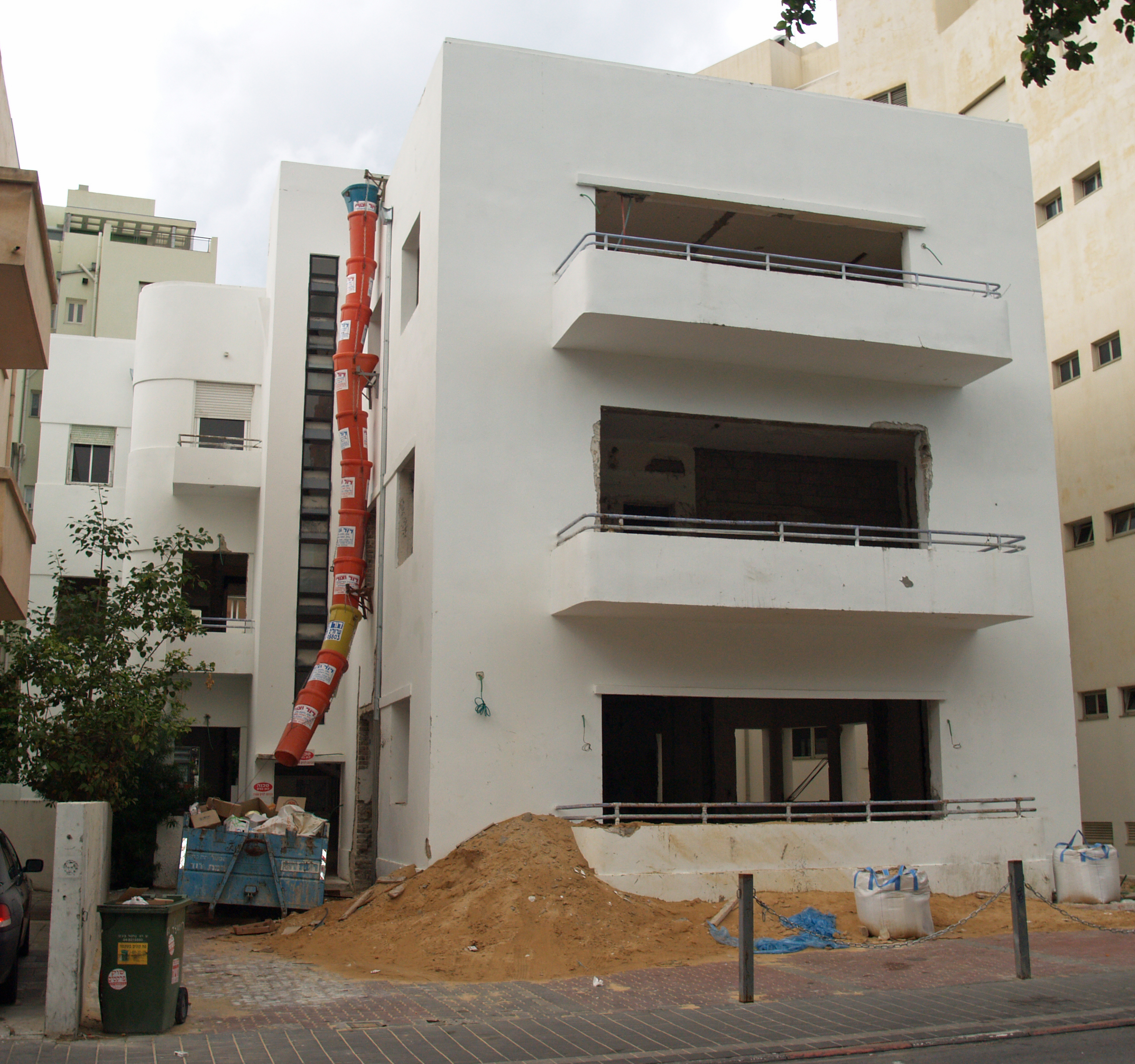
Nº 69 del Boulevard Rothschild, obra de David Shankbone